# Die Faschingsfee
La Fée de carnaval
Die Faschingsfee (en français : La Fée de carnaval) est une opérette en trois actes d'Emmerich Kálmán sur un livret d'Alfred Maria Willner et de Rudolf Österreicher. Elle est donnée pour la première fois le 21 septembre 1917 au Johann Strauss-Theater à Vienne.
Elle est adaptée au cinéma en 1931 par Hans Steinhoff avec Viktor de Kowa et Anny Ahlers.

## Synopsis
Le peintre Viktor Ronai donne une fête à l'occasion du prix qu'il vient de recevoir. Quand l'un des invités s'en prend à une jeune femme, Viktor s'interpose. Or, ce malotru est le fondateur du prix et se sent offensé. Mais la jeune femme le récompense bien mieux en lui donnant un baiser. Dans la nuit, il peint sa beauté de mémoire. La nuit suivante, l'argent du prix lui est remis. Il se demande qui est l'inconnue qui le lui apporté.
Après toute une suite de quiproquos, Viktor fait la connaissance de sa belle inconnue qui est la princesse Alexandra Maria.

## Orchestration
L'orchestre comprend deux flûtes piccolos, deux hautbois, deux clarinettes, deux bassons, quatre cors, deux trompettes, trois trombones ainsi que des timbales, des percussions, une harpe, un célesta. Les voix sont deux femmes, quatre hommes et un chœur.